# Alpes carniques
Les Alpes carniques (en allemand : Karnischer Hauptkamm, en italien : Catena carnica principale) sont un massif des Préalpes orientales méridionales. Elles s'élèvent le long de la frontière entre l'Autriche (Tyrol de l'est et land de Carinthie) et l'Italie (province autonome de Bolzano, Vénétie et Frioul-Vénétie Julienne).
Au sens large, les « Alpes carniques » désignent également un ensemble des massifs alpins, en intégrant les Préalpes carniques au sud. Leur nom provient des Carni, peuple d’origine celtique, qui s’établit autour de 400 av. J-C. et donnèrent leur nom à l'actuelle région de Carnie (en italien : Carnia), à la Carniole (en slovène : Kranj) et à la Carinthie (en allemand : Kärnten).
Le Monte Coglians est le point culminant du massif.

## Géographie

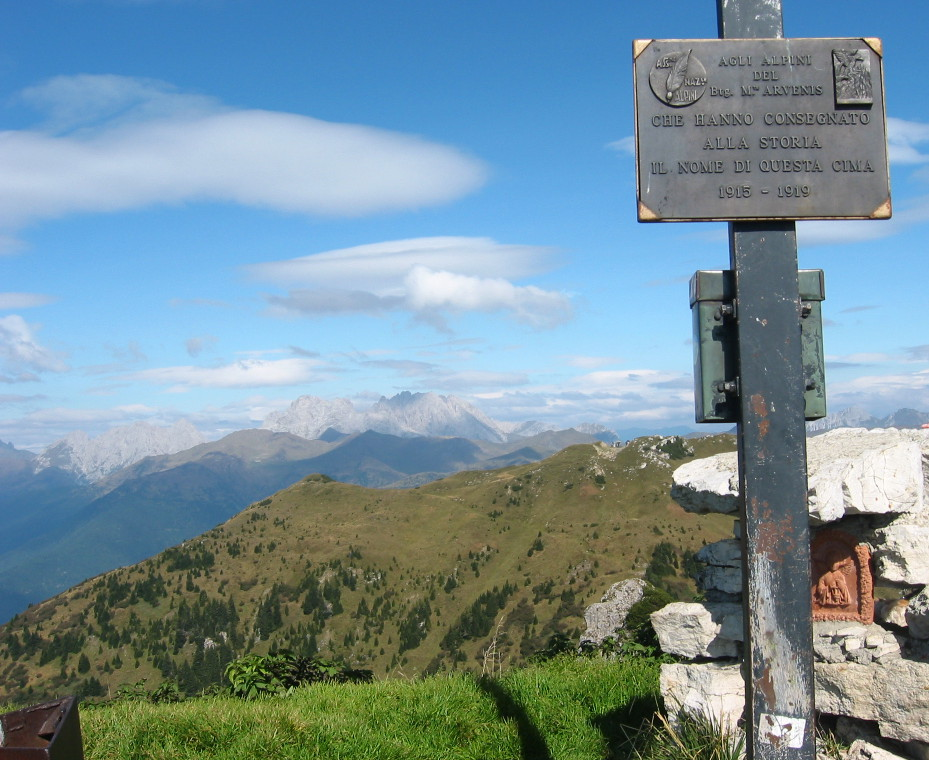
Vue sur la crête des Alpes carniques avec le sommet du Monte Coglians.

### Situation
Le massif est entouré des Alpes de Gailtal au nord, des Karavanke à l'est, des Alpes juliennes au sud-est, des Préalpes carniques au sud, des Dolomites au sud-ouest et des Hohe Tauern au nord-ouest. Il est bordé au nord par la vallée de la Gail (Gailtal) et au sud par la vallée du Tagliamento.
La chaîne de montagnes s'étale sur une longueur de 100 km en direction est-ouest. La partie orientale comprend les cols importants du Monte Croce Carnico (Plöckenpass) et du Nassfeld (Passo di Pramollo).

### Sommets principaux
- Monte Coglians, 2 780 m

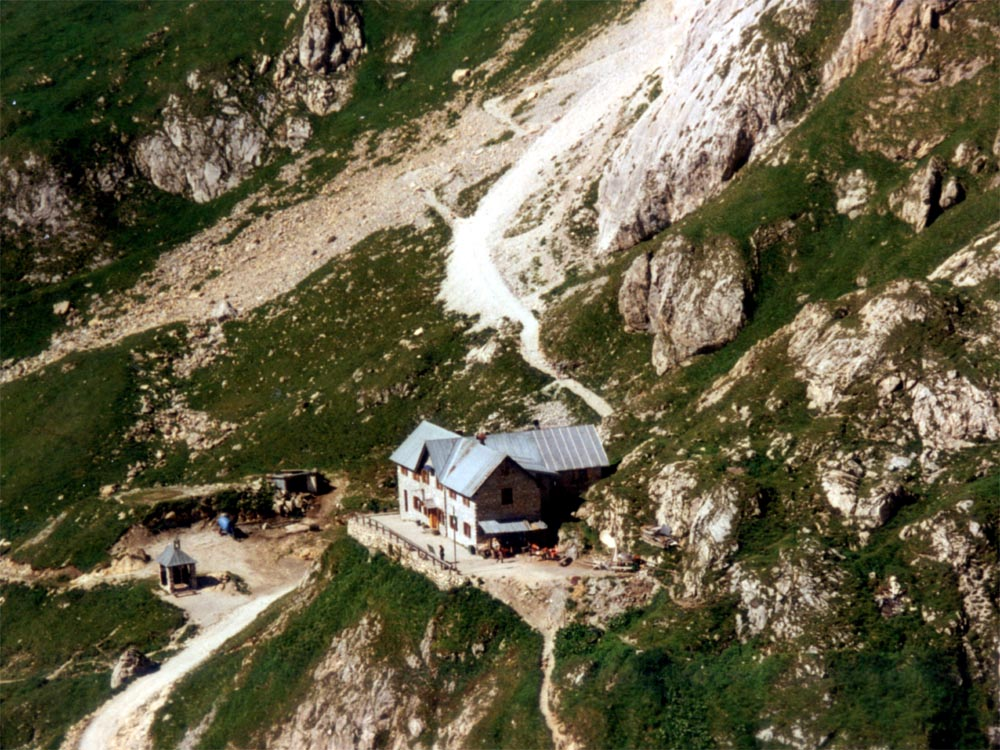
La refuge Pier Fortunato Calvi.

- Creta delle Chianevate, 2 774 m
- Monte Peralba, 2 694 m
- Grand Kinigat, 2 689 m
- Pfannspitze, 2 678 m
- Zwölferspitz, 2 593 m
- Monte Terza Grande, 2 586 m
- Crode dei Longerin, 2 569 m
- Monte Capolago, 2 554 m
- Monte Canale, 2 540 m
- Monte Antola, 2 524 m
- Creton di Clap Grande, 2 487 m
- Monte Bìvera, 2 475 m
- Creton di Culzei, 2 460 m
- Monte Rinaldo, 2 414 m
- Monte Chiadenis, 2 459 m
- Monte Elmo, 2 433 m
- Creta di Aip, 2 280 m
- Monte Crostis, 2 250 m
- Monte Cavallo, 2 239 m
- Creta di Timau (it), 2 217 m
- Zuc del Bor (it), 2 197 m

## Géologie

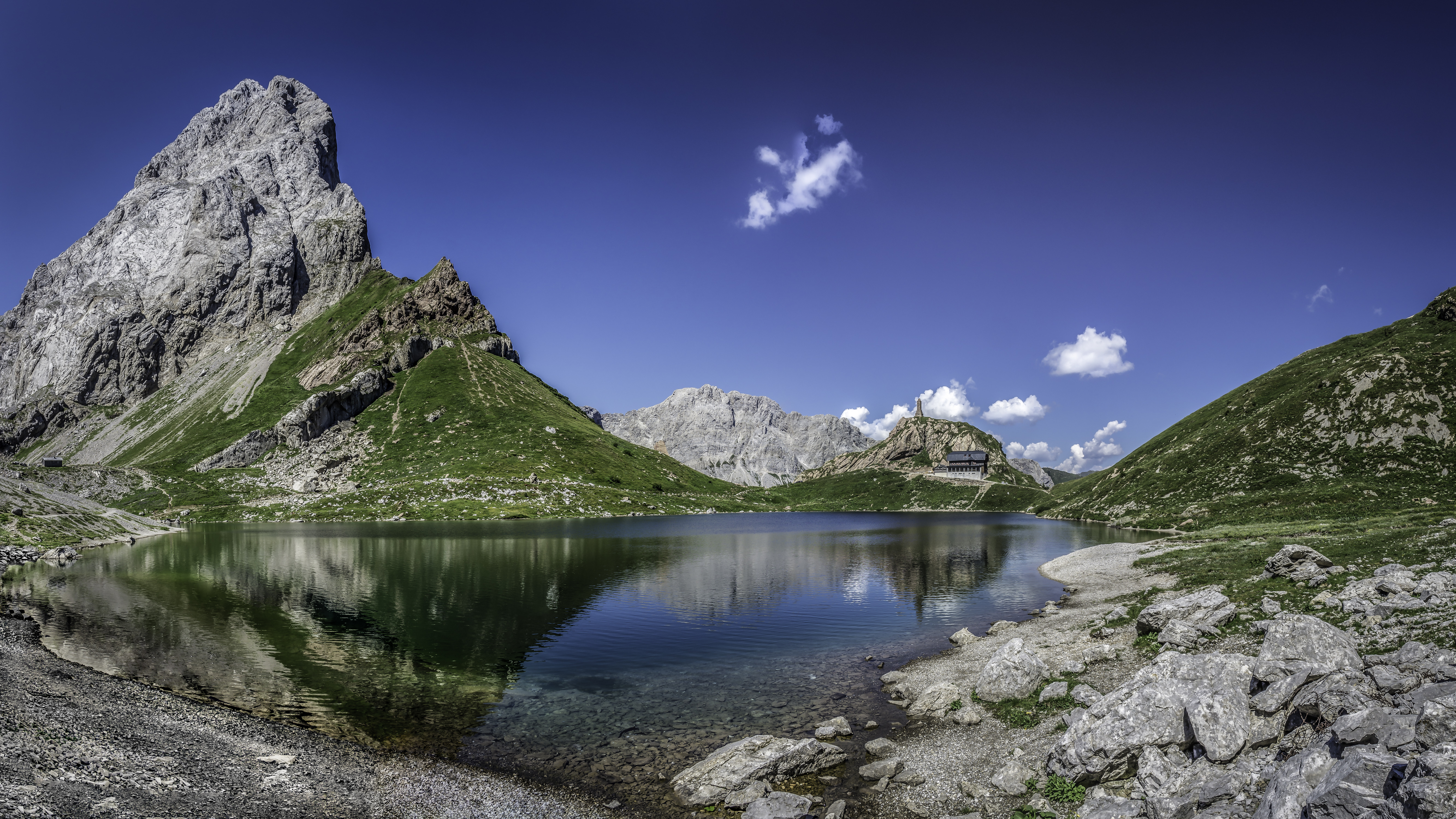
La refuge au lac Wolayer.

En géologie, ce massif constitué de hauteurs de puissants récifs coralliens de 1 300 mètres est mondialement connu. Ces montagnes calcaires du Paléozoïque sont âgés de plus de 400 millions d'années (carbonifère, dévonien, silurien), davantage que les Alpes du Mésozoïque, et sont apparues dans une région proche de l'équateur qui se trouvait au dévonien sur la côte septentrionale de l'Afrique, dans une mer peu profonde et chaude.
Le « Geo-Trail » relie certains sentiers de montagne riches en fossiles et est le chemin touristique géologique le plus long d'Europe.
Au nord du massif, dans la vallée de Gailtal, passe la limite entre la plaque adriatique et la plaque eurasienne. Elle se prolonge d'une part jusqu'aux Alpes lépontines et d'autre part aux Karavanke.
Les Alpes carniques réunissent des terrains de pas moins de cent régions géologiques les plus importantes de la Terre. En Europe, les espaces de formation de mers profondes, de bords continentaux, de lagunes et de récifs de l'ère primaire n'étaient nulle part ailleurs aussi rapprochés, à tel point qu'on peut les éprouver d'un seul regard.
La conservation des fossiles est remarquable malgré les multiples plissements de terrains. Des géologues du monde entier viennent régulièrement voir ce phénomène sur place.

## Histoire
Rome envoya en Carnia les légions du consul Marcus Aemilius Scaurus, qui vainquit définitivement les Carni dans une bataille du 15 novembre 115 av. J.-C. Plus tard, la région fut envahie par les Ostrogoths (489), qui dominèrent la Carnie durant soixante années. Au Moyen Âge, les Slaves réussirent à pénétrer dans les vallées. Leur principauté de Carantanie, sous les Carolingiens, était peuplée aussi bien de Bavarois que de Slaves (slovènes).
Au XIXe siècle, tous les massifs des Préalpes orientales méridionales compris entre la vallée de la Drave au nord et celle de la Save au sud étaient regroupés sous la désignation des « Alpes carniques » (Carnicae).
Pendant la Première Guerre mondiale, le front entre l'Empire austro-hongrois et le royaume d'Italie s'allongeait le long du massif. Aujourd'hui encore, les traces de cette guerre des montagnes sont omniprésentes. À Kötschach-Mauthen, en allant en direction du col du Monte Croce Carnico (Plöckenpass), il existe un musée et des installations qui mettent en valeur les restes des fortifications.

## Activités

### Stations de sports d'hiver
- Nassfeld - Hermagor
- Kötschach-Mauthen
- San Candido
- Sappada
- Sesto
- Sillian

### Alpinisme

#### Ascension des sommets
- 1re moitié du XIXe siècle - Monte Peralba, Monte Rinaldo et Monte Terza Grande gravis par des topographes italiens
- 1865 - Monte Coglians par Paul Grohmann avec U. Sottocorona et Hofer, le 30 septembre
- 1878 - Creta delle Chianevate par J. Hocke et A. Riebler
- 1880 - Monte Siera par Santo Siorpaes et M. Holzmann
- 1889 - Creton di Clap Grande par le chasseur P. Kratter
- 1889 - Cima Nord-Ouest du Monte Terza Grande par G. Gröger, Diener et V. Innerkofler
- 1892 - Creton di Culzei par P. Kratter et A. Heinrich
- 1899 - Arête nord du Zuc del Boor par Julius Kugy avec J. Komac
- Dernières années du XIXe siècle - Monte Canale, Monte Capolago et face sud de la Creta delle Chianevate par P. Samassa

## Sources
- (de) Cet article est partiellement ou en totalité issu de l’article de Wikipédia en allemand intitulé « Karnische Alpen » (voir la liste des auteurs).